# إليك غراي
إليك غراي (بالإنجليزية: Alec Gray)‏ هو لاعب كرة قدم أسترالية أسترالي، ولد في 12 مايو 1891، وتوفي في 26 يوليو 1945.

## وصلات خارجية
- إليك غراي على موقع AustralianFootball.com (الإنجليزية)
- إليك غراي على موقع AFLtables.com (الإنجليزية)